# Велика Кина
Велика Кина је неформално географско подручје које дели комерцијалне и културне везе са Хан Кинезима. Појам „Велика Кина“ односи се на подручје које обично обухвата континенталну Кину, Хонгконг, Макао и Тајван у источној Азији, понекад је и Сингапур културно укључен. Термин се може генерализовати да обухвати „везе између регионалних кинеских заједница“.

## Употреба
Међународнe корпорациje често користе тај назив за именовање својих регионалних седишта. На пример, P&G га користи за именовање свог регионалног седишта у Гуангџоу, који такође послује у Хонгконгу и Тајпеју на Тајвану. Apple Inc га користи за своје регионално седиште у Шангају.
Универзитети међу осталим истраживачким институцијама, попут Универзитета Колумбија, користе тај термин за студије региона.
Термин се често користи у циљу избегавања позивања на осетљивост на политички статус Тајвана.

## Историја
Термин се користи већ дуже време, али са различитим обимом и конотацијама.
Тридесетих година Џорџ Креси га је користио да означи целу династију Ћинг, за разлику од саме Кине. Употреба Сједињених Држава на владиним мапама 1940-их као политички термин обухватала је територије за које је Република Кина тврдила да су биле део претходног царства, или географски да се односе на топографске одлике повезане са Кином које се (не)налазе у потпуности у кинеским политичким границама.
Концепт се почео поново јављати у изворима на кинеском језику крајем 1970-их, позивајући се на растуће комерцијалне везе између копна и Хонгконга, са могућношћу да се прошире и на Тајван, при чему је можда прва таква референца била у тајванском часопису Changqiao 1979.
Енглески термин се поново појавио 1980-их година и односио се на растуће економске везе између региона, као и на могућност политичког уједињења. То није институционализовани ентитет као што су ЕУ, АСЕАН или АУ. Представљао је концепт уопштавања за груписање неколико тржишта за која се види да су економски уско повезана и не подразумевају суверенитет. Концепт не укључује увек Тајван, на пример Cisco користи „Велику Кину и Тајван“ да би се позвао на тржиште.